# Junior Salomon
Junior Salomon (Abomey, 8 aprile 1986) è un calciatore beninese, difensore del Plateau Utd e della nazionale beninese.

## Carriera

### Club
Ha giocato nella prima divisione beninese, in quella ivoriana ed in quella nigeriana.

### Nazionale
Tra il 2010 ed il 2018 ha giocato 20 partite con la nazionale beninese, venendo convocato per la Coppa d'Africa sia nel 2010 che nel 2019.

## Palmarès

### Club

#### Competizioni nazionali
- Campionato nigeriano: 1

Plateau Utd: 2017